# Стружна
Стружна (пол. Stróżna) — село в Польщі, у гміні Бобова Горлицького повіту Малопольського воєводства.
Населення — 916 осіб (2011).
У 1975—1998 роках село належало до Новосондецького воєводства.

## Географія
Селом протікає річка Стружнянка.

## Демографія
Демографічна структура станом на 31 березня 2011 року:
|          | Загалом | Допрацездатний вік | Працездатний вік | Постпрацездатний вік |
| -------- | ------- | ------------------ | ---------------- | -------------------- |
| Чоловіки | 455     | 115                | 289              | 51                   |
| Жінки    | 461     | 131                | 241              | 89                   |
| Разом    | 916     | 246                | 530              | 140                  |